# Especie paraguas

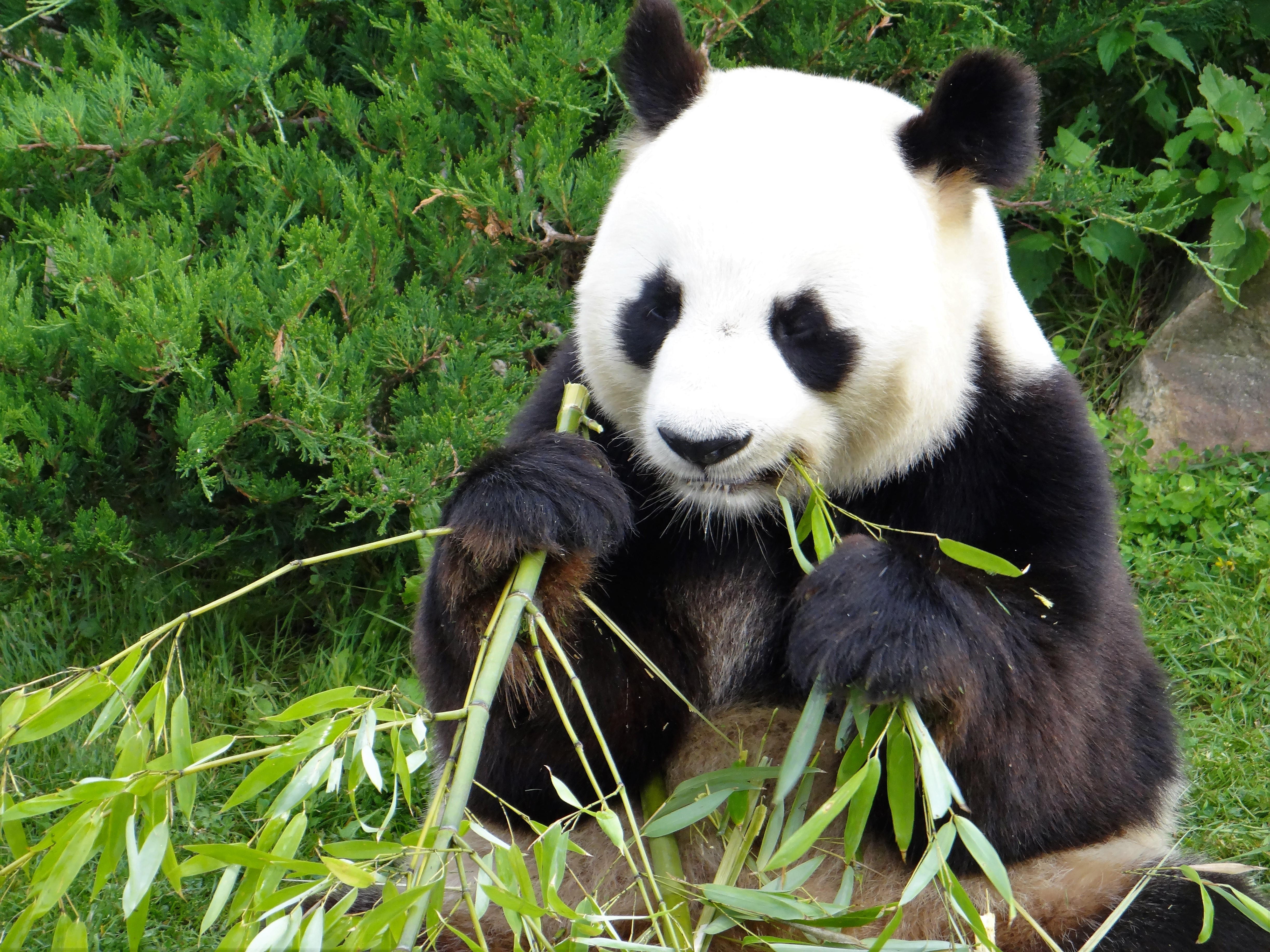
El panda es una especie paraguas muy conocida

Las especies paraguas (en inglés umbrella species) son las especies seleccionadas para tomar decisiones relacionadas con la conservación, usualmente porque protegiendo estas especies, se protegen de forma indirecta muchas otras especies que componen la comunidad de su hábitat. La conservación de las especies puede ser algo subjetivo, porque es difícil determinar el estado de muchas especies. Con millones de especies en situación preocupante, la identificación de determinadas especies clave, especies bandera o especies paraguas facilita la toma de decisiones para la conservación. Las especies paraguas pueden ser usadas para ayudar a seleccionar la localización de reservas potenciales, encontrar el tamaño mínimo de estas áreas de conservación o reservas y para determinar la composición, estructura y procesos de los ecosistemas.
Para determinar que especies pueden ser consideradas paraguas, se deben tener en cuenta la extensión del área geográfica del hábitat natural de la especie, su posición dentro de la cadena alimenticia, la singularidad de su especie, su estado de conservación y su susceptibilidad a estar en riesgo frente a impactos ambientales, como la contaminación y la deforestación. Asimismo, es importante conocer con qué otras especies interactúan y si desarrollan roles de especies competidoras, presas o depredadoras, además de considerar otros aspectos importantes relacionados con la conducta y la reproducción.

## Definiciones
Hay dos definiciones habituales:
- A: "Una especie de un rango amplio cuyos requisitos incluyen los de muchas otras especies"[3]
- B: Una especie con requisitos que abarcan un campo amplio ofrece protección a otras especies que comparten el mismo hábitat.[4][5]

Otras definiciones incluyen:
- A: "La protección de especies paraguas automáticamente extiende la protección a otras especies."[6]
- B: "Las especies paraguas tradicionales, vertebrados de gran tamaño y que cubren un área grande."[7]

## Uso en la administración de tierras
El uso de especies paraguas como herramienta de conservación está en pleno debate. El término lo utilizó por primera vez Bruce Wilcox (1984) quien definió una especie paraguas como aquella cuyos requisitos mínimos de área son al menos tan completos como el resto de la comunidad para la que se busca protección.
Algunos científicos opinan que el efecto paraguas provee una vía más simple para gestionar comunidades ecológicas. Otros piensan que una combinación de otras herramientas establecen mejores reservas para ayudar a proteger más especies que utilizando únicamente especies paraguas. Especies individuales de invertebrados pueden ser buenas especies paraguas porque pueden proteger ecosistemas únicos más antiguos.
Las investigaciones actuales se ocupan de las decisiones de la protección de terrenos basadas en especies paraguas que a su vez protegen el hábitat de otros organismos en el área. Dunk, Zielinski y Welsh (2006) informaron que las reservas del norte de California (los bosques de Klamath-Siskiyou) dedicadas al búho Strix occidentalis caurina también protegen a moluscos y salamandras presentes.

## Ejemplos de especies paraguas
1. Strix occidentalis caurina (búho) y bosques antiguos: también moluscos y salamandras se encuentran entre los límites de protección del Strix occidentalis caurina.
2. Euphydryas editha bayensis (Mariposa de la bahía), prados.
3. Tigres de la India y de otros lugares.
4. Campephilus magellanicus (carpintero negro gigante)

### Argentina
1. En Argentina, el puma (Felis concolor cabrerae) es un ejemplo de especie paragua, ya que con su presencia garantiza el equilibrio de los ecosistemas. Esto se debe a que es un depredador tope, que regula las poblaciones de mamíferos, aves y reptiles.
2. El Yaguareté (panthera onca).  Como gran depredador, el yaguar ayuda a mantener el equilibrio en la cadena alimentaria del ecosistema donde habita, desempeñando un rol clave en el control de las poblaciones de otras especies y promoviendo la salud general del ecosistema. Por lo tanto, el yaguar puede actuar como una especie paraguas, beneficiando la conservación de múltiples especies que coexisten en su hábitat.